# Sardinci
Sardinci ali Sardi  (sardinsko Sardos ali Sardus, italijansko in sasarsko Sardi, galursko Saldi) so domorodno prebivalstvo in etnična skupina, po kateri sta dobila ime zahodnosredozemski otok in italijanska regija Sardinija.

## Etimologija
Etnonim "S(a)rd" spade v predindoevropski jezikovni substrat. Najstarejši pisni dokaz etnonima je na Kamnu iz Nore, na katerem beseda Šrdn dokazuje obstoj Sardincev v času, ko so na obali Sardinije pristali prvi feničanski trgovci.
Po Timaju, enem od Platonovih dialogov, so "Sardonioi" ali "Sardianoi" (grško Σαρδονιοί ali Σαρδιανοί), dobili ime morda po "Sardò" (Σαρδώ), legendarni Lidijki iz Sardisa  (Σάρδεις) v zahodni Anatoliji.
Nekaj drugih avtorjev, med njimi Pavzanij in Salustij, poroča, da so Sardinci potomci mitskega prednika, libijskega sina Herkula ali Makeris, ki so ga globoko spoštovali kot Sardusa Patra Babaia ("očeta Sardincev"). Po njem so dobili ime otok in prebivalci.
Ena od teorij trdi, da so bili staroveški nuraški Sardi povezani s Šerdeni (egipčansko šrdn), enim od Ljudstev z morja.
Etnonim je bil romaniziran v sardus (moška oblika, prvi sklon ednine) in sarda  (ženska oblika, prvi sklon ednine).

## Zgodovina

### Prazgodovina
Sardinija je bila prvič stabilno kolonizirana v gornjem paleolitiku in mezolitiku. Prvi naseljenci so bili z Iberskega in Apeninskega polotoka. V neolitiku in zgodnji bakreni dobi so se na otok doselili prišleki z Iberskega in Apeninskega polotoka in egejskega področja. V pozni bakreni dobi/zgodnji bronasti dobi so se na otoku naselili pripadniki kulture zvončastih čaš iz južne Francije in severovzhodne Španije in nato iz Srednje Evrope. S seboj so prinesli nove metalurške tehnologije in keramične sloge in verjetno nekakšno indoevropsko govorico.

### Nuraška kultura
Nuraška kultura  se je pojavila v srednji bronasti dobi v obdobju  pozne bonanarske kulture, ki je kazala povezavo s prejšnjo kulturo zvončastih čaš in poladsko kulturo v severni Italiji. V tistem obdobju so bile na Sardiniji tri velike skupine plemen: Iolei/Iliensi, naseljeni od najbolj južnih ravnic do goratega področja vzhodne Sardinije, Balari v severozahodnem delu otoka in Korzi v Galuri in Korziki, kateri so dali ime. Ozemlje Iliensov so Rimljani imenovali Barbaria.  Za nuraške Sardince nekateri znanstveniki trdijo, da so bili povezani s Šerdeni, enim od Ljudstev z morja, ki so večkrat omenjeni v egipčanskih virih.
Jezik ali jeziki, ki so jih v bronasti dobi govorili na Sardiniji, niso znani, ker ni iz tega obdobja nobenega zapisa. Po mnenju Eduarda Blasca Ferrerja je bila prasardinščina sorodna prabaskovščini in starodavni iberščini, medtem ko drugi znanstveniki menijo, da je bila sorodna etruščini. Tretji teoretizirajo, da je bilo na Sardiniji več jezikovnih ozemelj, morda praindoevropskih ali indoevropskih.

### Antika
V 9. stoletju pr. n. št. so Feničani na jugozahodni obali Sardinije ustanovili več pristanišč in mest, med njimi  Karalis, Bitia, Sulki in Tharos.
V poznem 6. stoletju pr. n. št. je bil južni in zahodni del Sardinije priključen h Kartagini, v 3. stoletju pr. n. št. pa so po prvi punski vojni cel otok zasedli Rimljani. Sardinija in Korzika sta bili združeni v provinco  Korzika in Sardinija. 
Sardinija, z izjemo notranjosti in predvsem osrednjega goratega dela otoka, se je imenovala Barbagia (latinsko Barbaria). V rimskem obdobju je bila povsem latinizirana. Sodobno sardinščino se šteje za enega od najbolj konzervativnih romanskih jezikov. V rimskem obdobju so se na otok priseljevali prebivalci Apeninskega polotoka. V antičnih virih je omenjenih več ljudstev italskega porekla, med njimi   Patulcenses Campani (iz Kampanije), Falisci (iz južne Etrurije), Buduntini (iz Apulije) in Siculenses (s Sicilije). Rimski koloniji sta bili ustanovljeni tudi v Porto Torres (Turris Libisonis) in Usellusu. Strabon na kratko opisuje hribovska plemena, naseljena v tako imenovanih civitates Barbariae, ki so se upirala asimilaciji v rimsko družbo:
V gorah so štiri ljudstva: Parati, Sasinati, Balari in Akoniti. Živijo v jamah. Čeprav imajo nekaj orne zemlje, je ne obdelujejo, ampak raje plenijo, kar so pridelali drugi, tako na otoku kot na celini. Na Sardinijo je bilo poslanih nekaj prefektov, da bi jih ukrotili, v drugih obdobjih pa so jih pustili pri miru, ker bi vzdrževanje vojske zahtevalo veliko denarja, stalno čuječnost in življenje v nezdravem okolju.

### Srednji vek
Po propadu Zahodnega rimskega cesarstva so na Sardiniji vladali Vandali, Bizantinci, Ostrogoti in ponovno Bizantinci. 
V srednjem veku je bi otok razdeljen na štiri neodvisna kraljestva, v sardinščini imenovana  judicadu, giudicau ali preprosto logu. Kraljestva, z izjemo Arboree, so padla pod vpliv Genovske in Pisanske republike in nekaj plemiških družin iz obeh mest, med njimi Doria in Della Gherardesca. Genovska družina Doria je ustanovila mesti Alghero in Castelgenovese (sedanji Castelsardo), Pisanci pa so ustanovili mesti Castel di Castro (sedanji Cagliari) in Terranova (sedanja Olbia). Slavni grof Ugolino della Gherardesca, ki ga omenja Dante Alighieri v svoji Božanski komediji, je bil rojen v rudarskem mestu Villa di Chiesa (sedanji Iglesias), ki je skupaj s Sassarijem in Castel di Castrom postal italijanska srednjeveška komuna. 
Po aragonski osvojitvi sardinskih pisanskih ozemelj v letih 1323-1326 in dolgem konfliktu med Aragonskim kraljestvom in Judikatom Arborea (1353–1420), se je rodilo Kraljestvo Sardinija, ena od držav pod oblastjo aragonske krone. Aragonci so z iberskimi kolonisti, predvsem Katalonci, ponovno naselili mesti Castel di Castro in Alghero. Nekaj meščanov Alghera še vedno govori lokalno katalonsko narečje.

### Kasnejša zgodovina
V 16. in 17. stoletju so bila glavna sardinska mesta Cagliari (prestolnica kraljestva), Alghero in Sassari, ki so bila hkrati pomembna trgovska središča. Meščanstva niso sestavljali samo Sardinci, ampak tudi priseljenci iz Španije, Ligurije, Francije in zlasti s sosednje Korzike. Najmanj od 15. stoletja so v Sassariju in na ozemlju od Anglone do Gallure prevladovali Korzičani. Priseljevanje s sosednjega otoka, ki je verjetno pripeljalo do rojstva s toskanščino obkroženega sasarskega in galurskega narečja, se je nadaljevala do 19. stoletja.
Špansko obdobje se je končalo leta 1713, ko so cel otok prepustili Habsburžanom. Habsburžani so leta 1718 Sardinijo odstopili savojskim vojvodom, ki so si nadeli naslov "kralji Sardinije". V tem obdobju so se v Carloforteju in Calasetti na majhnih otokih San Pietro in Sant'Antioco jugozahodno od Sardinije naselili ligurski kolonisti, begunci iz   Tabarke, in s seboj prinesli galo-italsko narečje, imenovano "tabarchino". Narečje je na obeh otokih še vedno živo. Po risorgimentu so se piemontsko Kraljestvo Sardinija, cel Apeninski polotok in Sicilija leta 1861 združili v Kraljevino Italijo. 
Na začetku 19. stoletja je bilo na Sardiniji 59 rudnikov, v katerih so pridobivali predvsem svinec, železo, baker in srebro. Po reorganizaciji rudnikov leta 1850 so se v rudarska področja začeli priseljevati rudarji s celine, predvsem iz Lombardije, Piemonta, Toskane in Romanije. Po podatkih iz popisa prebivalstva leta 1882 je v sardinskih rudnikih takrat delalo 10.000 rudarjev. Tretjina rudarjev je prišla z italijanske celine.
Na koncu 19. stoletja so se na vzhodno obalo Sardinije v mesta Arbatax/Tortolì, Siniscola in La Maddalena priselili ribiči s Sicilije, Torre del Greca (Kampanija) in  Ponze (Lacij).
V 20. stoletju se je v fašističnem obdobju Italije skladno z vladno politiko na Sardinijo priselilo veliko prebivalcev iz Veneta, Marche, Abrucov in Sicilije. Naselili so se predvsem v rudarskem mestu Carbonia, in vaseh Mussolinia di Sardegna (zdaj Arborea) in Fertilia. Po drugi svetovni vojni so na Sardinijo, predvsem v pokrajino Nurra in na severozahodno obalo, preselili begunce iz Istre. Starejši prebivalci Fertilie, Tance, Marcheseja in Arboree še vedno govorijo istrsko, beneško in furlansko. Na redko naseljeno področje Castiadas vzhodno od Cagliarija se je preselilo tudi nekaj italijanskih družin in Tunizije.
Po italijanskem gospodarskem čudežu je prišlo do zgodovinskega migracijskega gibanja iz notranjosti otoka na obalna in mestna območija Cagliarija, Sassari-Alghero-Porto Torresa in Olbie, kjer danes živi večina otoškega prebivalstva.

## Kultura

### Jeziki
Italijanščino so na Sardiniji uvedli Savojci julija 1760. Regionalna različica italijanščine je zdaj najbolj razširjen jezik na otoku. Drugi najbolj razširjen jezik je sardinščina (sardu), zgodovinski jezik domorodnih Sardincev, kljub temu, da je latinščina izpodrinila praindoevropsko paleosardinščino. Govori jo približno milijon Sardincev, ki so bili leta 1999 priznani kot največja etnična in jezikovna manjšina v Italiji. Zaradi zelo togega italijanskega šolskega sistema, ki poskuša preprečiti, da bi sardinska mladina govorila svoj jezik, postaja sardščina manjšinski jezik. Sardinščina se zato trenutno sooča z izzivi, analognimi drugim manjšinskim jezikom v Evropi. Logudorsko in kampidansko narečje sta po merilih Uneska nedvomno ogrožena jezika. Ogroženi so tudi drugi sardinski jeziki, ki so prišli na otok s prihodom drugih etničnih skupin, predvsem Korzičanov, Kataloncev in Genovežanov. Med njihove jezike spadata sasarščina (sassaresu)  in galurščina (gadduresu), algareška katalonščina (alguerés) in ligurski tabarkin (tabarchin).

### Zastava
Zgodovinska in uradna sardinska zastava je tako imenovana "zastava štirih Mavrov" ali enostavno "štirje Mavri". Sredi zastave je Križ svetega Jurija, v štirih poljih pa glave Mavrov z belimi rutami na čelu. Izvor zastave je zavit v skrivnost, domneva pa se, da aragonskega izvora in simbolizira poraz Saracenov v bitki pri Alcorazu leta 1096.

### Dan Sardinije
Dan Sardinije (sardinsko Sa die de sa Sardigna) se praznuje vsako leto 28. aprila v spomin na upor proti fevdalnim privilegijem v letih 1794-1796. Uporniki so 28. aprila 1794 usmrtili ali izgnali savojske uradnike, vključno s piemontskim podkraljem  Balbianom. Upor je sprožila kraljeva zavrnitev zahteve, da bi dal otoku avtonomijo v zameno za zmago nad Francozi. Praznik je uradno priznala Sardinska skupščina 14. septembra 1993. Na ta dan se zgodi nekaj javnih dogodkov, šole pa so zaprte.

### Religija
Velika večina Sardincev je rimskokatoliške vere, prakticira pa jo samo 21,9 % vernikov, kar je najmanj v Italiji.   Sardinska zavetnica je Bonarska mati božja.

### Tradicionalna oblačila
Sardinska tradicionalna oblačila so barvita, raznolika in izvirna. Na prvi pogled so homogena, v resnici pa ima vsako mesto in vas nekaj posebnosti, po katerih se razlikuje od drugih. 
V preteklosti so bila še bolj raznolika. Bila so celo sredstvo za komuniciranje znotraj neke skupnosti, saj je bilo z njih mogoče prepoznati na primer samski ali zakonski stan ali vlogo nosilca znotraj skupnosti. Do sredine 20. stoletja so bila v večjem delu Sardinije tradicionalna oblačila hkrati oblačila za vsakdanjo rabo. Ponekod se nekateri starejši prebivalci še vedno oblačijo po starih šegah.
Tkanine za izdelavo oblačil so zelo različne, od tipično sardinskih volnenih tkanin (orbace) do svile, lanu in usnja. 
Tipčno žensko nošo sestavljajo pokrivalo (mucadore), srajca  (camisa), životec (palas, cossu), jopič (coritu, gipone), krilo (unnedda, sauciu) in predpasnik (farda, antalena, defentale).
Tipično moško nošo sestavljajo pokrivalo  (berritta), srajca (bentone, camisa), suknjič (gipone), hlače (cartzones, bragas), krilo (ragas, bragotis), površnik (gabbanu, colletu) in kratek brezrokavnik iz ovčjega ali jagnječjega usnja (mastruca). Cicero je sardinske upornike proti rimski oblasti opisal kot  "mastrucati latrones" ali "tatovi v grobih volnenih plaščih".
- Tradicionalna sardinska oblačila in maske
- Otroci iz Ovodde
- Maski iz Fonnija
- Noša iz Maracalagonisa
- Ženska iz Ollolaija
- Noša iz  Cagliarija
- Noša iz Busachija
- Noša iz Olbie
- Noša iz Sennorija
- Noša iz Oristana
- Vsakdanja oblačila iz Dorgalija
- Noša iz Quartu Sant'Elene
- Noša iz Selargiusa
- Noša iz Asseminija
- Otrog iz Aritza
- Ženska noša iz Selargiusa
- Noša iz Settimo San Pietra
- Noša iz Dolianove
- Noša iz Nuragusa
- Vitezi iz Teulade
- Noša iz Laconija
- Noša iz Tonare
- Noa iz Fonnija
- Mamutone in Issohadore, traditionala karnevalska lika iz Mamoiade
- Sardinski vitezi iz Oristana na Sa Sartiglia (Dan Sardinije)
- Noša iz Busachija
- Noša iz Orgosola
- Noša iz Florinasa
- Noša iz Cagliarija
- Sardinec iz Nuora z otrokom na praznovanju Sagra del Redentore
- Otrok iz Ovodde
- Issohadore, značilna karnevalska maska iz Mamoiade
- A Mamuthone, druga značilna karnevalska maska iz Mamoiade
- Boe in Merdule iz Ottane
- Maska iz Sartiglie
- Noša iz Orgosola
- Noša iz Atzare
- Noša iz Oliene
- Noša iz Oruneja
- Moški iz Austisa
- Noša iz Ittirija
- Noša iz Sassarija
- Sardinec, ki igra na launeddas
- Noša iz Cossoineja
- Noša iz Isilija